# Теорема о причёсывании ежа
Теорема о причёсывании ежа утверждает, что на сфере невозможно выбрать касательное направление в каждой точке, которое определено во всех точках сферы и непрерывно зависит от точки. Неформально говоря, невозможно причесать свернувшегося клубком ежа так, чтобы у него не торчала ни одна иголка — отсюда и упоминание ежа в названии теоремы.

## Формулировка
Не существует непрерывного касательного векторного поля на сфере, которое нигде не обращается в ноль.

### Замечания
- Иначе говоря, если {\displaystyle f} — непрерывная функция, задающая касательный к сфере вектор в каждой её точке, то существует хотя бы одна точка {\displaystyle p} такая, что {\displaystyle f(p)=0}.
- Другой вариант «теоремы о еже» выглядит так: Пусть {\displaystyle \mathbf {f} } — ненулевое непрерывное векторное поле на сфере. Тогда существует точка, в которой поле перпендикулярно сфере.

## Следствия и приложения
С помощью теоремы о причесывании ежа может быть доказана теорема о неподвижной точке, полученная в 1912 году Брауэром.
Любое непрерывное отображение сферы на себя либо имеет неподвижную точку, либо отображает некоторую точку на её диаметрально противоположнуюЭто становится ясно, если преобразовать отображение в непрерывное векторное поле следующим образом. Пусть {\displaystyle s} — отображение сферы на себя, а {\displaystyle v} — искомое векторное поле. Для любой точки {\displaystyle p} построим стереографическую проекцию точки {\displaystyle s(p)} на касательную плоскость в точке {\displaystyle p}. Тогда {\displaystyle v(p)} — вектор смещения проекции относительно {\displaystyle p}. По теореме о причёсывании ежа, существует такая точка {\displaystyle p}, что {\displaystyle v(p)=0}, так что {\displaystyle s(p)=p}.
Доказательство не проходит только если для некоторой точки {\displaystyle p} {\displaystyle s(p)} противоположна {\displaystyle p}, так как в этом случае нельзя построить её стереографическую проекцию на касательную плоскость в точке {\displaystyle p}.
На Земле должен быть циклонИнтересное метеорологическое приложение этой теоремы получается, если рассмотреть ветер как непрерывное векторное поле на поверхности планеты. Рассмотрим идеализированный случай, в котором нормальная к поверхности составляющая поля пренебрежимо мала. Теорема о причёсывании ежа утверждает, что на поверхности планеты всегда будет точка, в которой не будет ветра (нуль касательного векторного поля). Такая точка будет центром циклона или антициклона: ветер будет закручиваться вокруг этой точки (он не может быть направлен к этой точке или из неё). Таким образом, по теореме о причёсывании ежа, если на Земле дует хоть какой-то ветер, то где-то обязательно должен быть циклон.
В трёхмерной графике для виртуальной камеры нет однозначного непрерывного вектора-«верха»Не существует непрерывной функции в {\displaystyle \mathbb {R} ^{3}}, которая для каждого единичного вектора (оси камеры) генерирует перпендикулярный (верх кадра). Традиционная ориентация камеры, которая смотрит из точки A на объект B, такова: выбирается некое направление («верх»), и искомый вектор — ортогональная составляющая направления-верха на вектор AB. Разумеется, когда камера должна смотреть прямо вверх или вниз, этот вектор нулевой. Теорема говорит, что даже в космосе, где нет «верха» и «низа», невозможно сделать подобное отображение, чтобы оно было одновременно однозначным и без таких особых направлений.
Другое похожее следствие: невозможно покрыть шар камерами так, чтобы заснять бинокулярную 4π-стерадианную виртуальную реальность.
Невозможно создать квазистационарный термоядерный реактор, топологически эквивалентный сфереСуществуют две конструкции такого реактора: советский токамак (тор) и американский стелларатор (обмотка тора длинным узким кольцом), оба топологически торы. Ни один материальный сосуд не способен держать нагретую плазму, и в квазистационарной схеме этот «сосуд» делают из магнитного поля. «Колючки ежа» — это направление магнитного поля, и теорема о еже говорит, что у сферического реактора гарантированно будет особая точка, где магнитное поле нулевое. Идея третьей схемы квазистационарного реактора, так называемого пробкотрона (=открытой/зеркальной ловушки): пусть остаются две особых точки (концы реактора) и оттуда утекает плазма — если нагрев новой плазмы будет идти быстрее, всё равно будет положительный выход энергии.

## Вариации и обобщения
- С более общей точки зрения можно показать, что определённая сумма нулей касательного векторного поля должна равняться 2, эйлеровой характеристике двумерной сферы, поэтому должен существовать хотя бы один нуль. Это следствие теоремы Пуанкаре о векторном поле. Для двумерного тора эйлерова характеристика равна 0, поэтому его «можно причесать». В общем, любое непрерывное касательное векторное поле на компактном регулярном двумерном многообразии с ненулевой эйлеровой характеристикой имеет хотя бы один нуль.
- Связь с эйлеровой характеристикой {\displaystyle \chi } подсказывает правильное обобщение: на {\displaystyle 2n}-мерной сфере не существует нигде ненулевого непрерывного векторного поля ({\displaystyle n\geqslant 1}). Разница между чётными и нечётными размерностями заключается в том, что {\displaystyle k}-мерные числа Бетти {\displaystyle m}-мерной сферы равны 0 для всех {\displaystyle k}, кроме {\displaystyle k=0} и {\displaystyle k=m}, поэтому их знакопеременная сумма {\displaystyle \chi } равна 2 для чётных {\displaystyle m} и 0 — для нечётных.
- Очень близкое утверждение из алгебраической топологии основано на теореме Лефшеца о неподвижных точках. Так как числа Бетти двумерной сферы равны 1, 0, 1, 0, 0, …, то число Лефшеца (полный след на гомологии) тождественного отображения равно 2. Интегрируя векторное поле, мы получим (хотя бы в малой окрестности 0) однопараметрическую группу диффеоморфизмов на сфере, все отображения в которой гомотопны тождественному. Следовательно, все они также имеют число Лефшеца 2, поэтому обладают неподвижными точками (так как их число Лефшеца ненулевое). Можно доказать, что эти точки действительно будут нулями векторного поля. Это подсказывает формулировку более общей теоремы Пуанкаре о векторном поле.